# داليبور دراجيتش
داليبور دراجيتش مواليد 23 يونيو 1972 في برييدور، جمهورية يوغوسلافيا الاشتراكية الاتحادية، هو لاعب كرة قدم بوسني. يلعب في مركز الدفاع.

## المسيرة الاحترافية

### أندية لعب لها
- نادي بوراتس بانيا لوكا
- نادي فويفودينا
- ليفسكي صوفيا
- نادي تشيرنو مور فارنا
- نادي ماترسبرغ

## روابط خارجية
- داليبور دراجيتش على موقع قاعدة بيانات كرة القدم.إي يو (الإنجليزية)
- داليبور دراجيتش على موقع عالم كرة القدم.نت (الإنجليزية)